# 1900 en combiné nordique
| Années du combiné nordique : 1897 - 1898 - 1899 - 1900 - 1901 - 1902 - 1903    |
| Décennies du combiné nordique : 1870 - 1880 - 1890 - 1900 - 1910 - 1920 - 1930 |

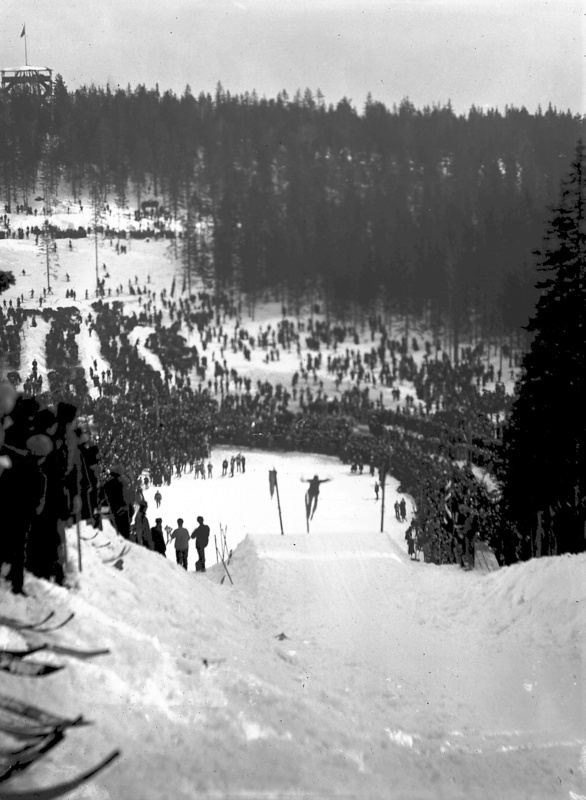
Le tremplin de Holmenkollen en 1900

Cette page reprend les résultats de combiné nordique de l'année 1900.

## Festival de ski d'Holmenkollen
1900 est l'année de la septième édition du festival de ski d'Holmenkollen, compétition organisée annuellement depuis 1892.
La course fut remportée par le norvégien Aksel Refstad, qui avait terminé troisième de l'édition 1897, devant ses compatriotes Paul Braaten, vainqueur l'année précédente, et Arnt Folkmann.

## Championnats nationaux

### Championnat d'Allemagne
1900 est l'année du premier championnat d'Allemagne de combiné.
L'épreuve est remportée par le norvégien Bjarne Nilssen.